# اولدیسلبن
اولدیسلبن (به آلمانی: Oldisleben) یک شهر در آلمان است که در کوفهویزرکرایس واقع شده‌است. اولدیسلبن ۲٬۴۰۹ نفر جمعیت دارد.